# Eletricidade em Portugal

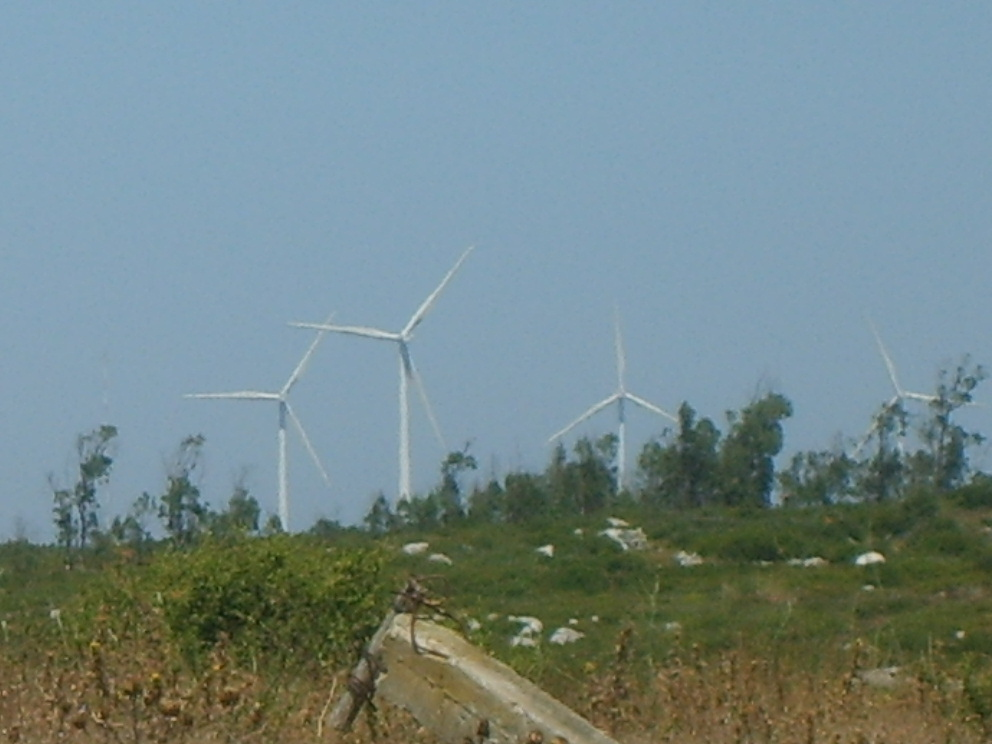
Aerogeradores no concelho da Lourinhã.

A electricidade em Portugal é produzida de várias maneiras, seja através da energia hidráulica, energia eólica, energia solar ou outros.
Em 2021, Portugal tinha, em energia elétrica instalada, 7 241 MW em energia hidroelétrica (27º maior do mundo), 5 248 MW em energia eólica (18º maior do mundo), 1 801 MW em energia solar (32º maior do mundo), e 666 MW em biomassa, além de outras fontes.

## História
- A primeira experiência elétrica teve lugar em 28 de setembro de 1878, quando foram acesos candeeiros na esplanada da Cidadela de Cascais em honra do então príncipe D. Carlos. Os mesmo candeeiros seriam usados no mês seguinte no Chiado, em Lisboa.[2]
- A produção regular de energia cresceu lentamente, de forma pulverizada, para abastecimento local. Em 1895 já funcionava a Central Termoeléctrica da Arrábida no Porto; a Central da Avenida foi inaugurada em Lisboa em 1898; a primeira central hidroeléctrica a entrar ao serviço foi a da Pateira em 1899, abastecendo a cidade da Guarda.[3]
- O delineamento de uma política central a partir da análise de custos e benefícios das alternativas térmicas e hidreléctricas, e as consequências do avanço para uma rede integrada.
- O crescimento do consumo e a difusão de equipamentos privados que tiram partido da electricidade no modo de vida das cidades.
- O fim do ciclo das barragens e a equação de novas alternativas energéticas (a opção nuclear e as energias alternativas). Estas quatro áreas correspondem, na perspectiva do projecto, a campos de investigação menos explorados cujo estudo poderá consolidar uma visão mais profunda dos problemas.
- O fio condutor das investigações analíticas estará constituído pelos momentos de transição entre as várias alternativas técnico-económicas, a saber: o gás, electricidade térmica, hidroeléctrica, petróleo e derivados, nuclear e energias alternativas.
- Em 2017, Portugal conta com 20.758 megawatts de capacidade instalada de produção de eletricidade, dos quais 5.313 megawatts correspondem a energia eólica e 291 megawatts são de origem fotovoltaica. A parcela relativa à energia térmica e hídrica é de 8.287 megawatts e 7.108 megawatts, respetivamente. Os restantes 29 megawatts referem-se à geotermia.[4]

### Ética social e impacto ambiental
A centralidade do objeto de estudo nas diferentes alternativas tecnológicas e económicas para a produção de energia ao longo do século XX permite colocar em primeiro plano a maneira como os custos sociais e ambientais foram sendo equacionados em Portugal.
A frente de investigação sobre a opção nuclear e o aparecimento de sectores de conhecimento e empresas dedicadas às energias alternativas (sobretudo energia solar) permitirá confirmar quais as razões que levam ao desânimo das expectativas e do investimento nestas fontes de energia no período posterior a 1962.

## Tipos de energia

### Energia hídrica
Portugal produz um quarto do seu consumo através de barragens.
Em 2017, dos 20.758 megawatts de capacidade instalada de produção de eletricidade a parcela relativa à energia hídrica é de 7.108 megawatts.

### Energia eólica

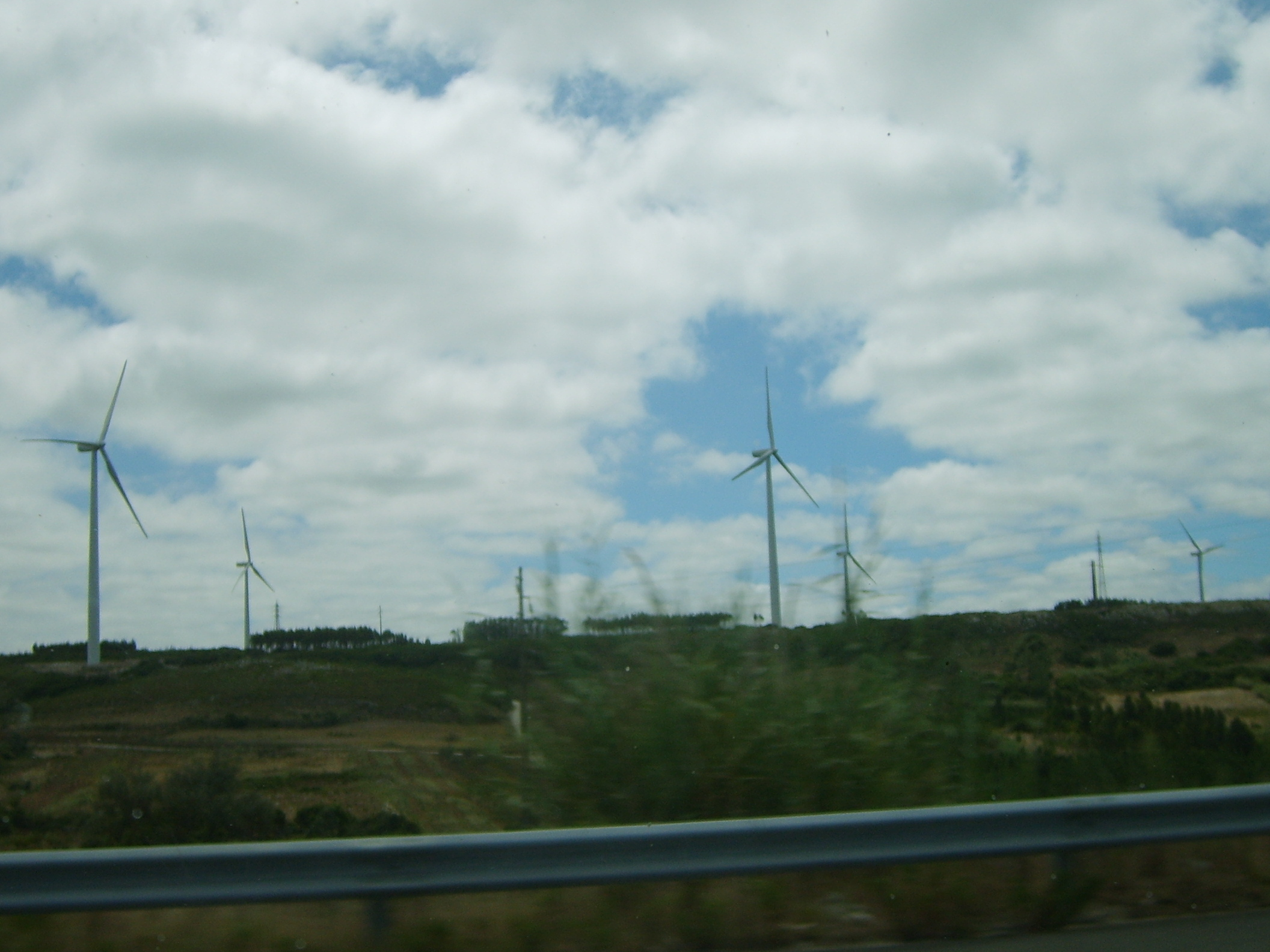
Aerogeradores junto do IP6.

Portugal ocupa a quinta posição mundial dos países que investem mais no domínio na energia eólica, com um número sempre crescente de aerogeradores espalhados no seu território.

### Energia Solar
Em Portugal existem ou estão em construção algumas das maiores centrais fotovoltaicas do Mundo, nomeadamente os Parques fotovoltaicos de Serpa, Moura e Ferreira do Alentejo. Está também em construção uma central solar térmica em Tavira. A participação de pequenos produtores (microgeração) também começa a ganhar importância.

### Carvão
Desde 2021, Portugal não produz eletricidade a partir da combustão de carvão.
Em 2020, o país contava com duas centrais a carvão: a de Sines detida pela EDP, com 1.256 megawatts (MW) de potência que fechou em Janeiro de 2021, e a do Pego com 630 MW de potência, detida pela Tejo Energia, uma  parceria formada pela Trustenergy com 56,25% – detida pelos franceses da Engie e pelos japoneses da Marubeni -, e pela italo-espanhola Endesa com 43,75% que fechou em 19 de Novembro de 2021.

## Consumo energético
Em 2016, o consumo de energia final do setor doméstico representou 17% do consumo total de energia final (2.581.296 tep). Os transportes, a indústria transformadora e os serviços representavam 37%, 28% e 13% do consumo total respetivamente.